# بينار توري
بينار توري (بالتركية:Pınar Töre) ممثلة ومخرجة تركية، ومترجمة مسرح وسينما ومسلسلات تلفزيونية.

## سيرة ذاتية
ولدت بينار توري عام 1979 في إسطنبول، وتخرجت من جامعة بيلكنت، وحصلت على ماجستير تخرج من قسم التمثيل، شاركت في عدد من المسلسلات التلفزيونية، كما شاركت في أعمال مسرحية منها: العملات الأجنبية، سوبرنوا، فيستن، مالافا.

## مسلسلات التلفزية
| اسم الأصلي            | اسم بالعربي          | سنة  |
| --------------------- | -------------------- | ---- |
| Aşk Ve Ceza           | العشق والعذاب        | 2009 |
| Anne                  | الأم                 | 2016 |
| Bizim Hikaye          | حكايتنا              | 2017 |
| Elimi Bırakma         | لا تتخلى عن يدي      | 2018 |
| Uyanış Büyük Selçuklu | نهضة السلاجقة العظمى | 2020 |

## دراسات مسرحية
| اسم الأصلي                    | اسم بالعربي                       | سنة  |
| ----------------------------- | --------------------------------- | ---- |
| Vur Yağmala Yeniden           | أطلق النار على المسروقات مرة أخرى | 2009 |
| Malafa                        | مغزل                              | 2010 |
| Festen-Kutlama                | احتفال-فيستن                      | 2011 |
| Süpernova (Beautiful Burnout) | سوبر نوفا (نضوب جميل)             | 2012 |
| İki kişilik bir oyun          | لعبة لشخصين                       | 2012 |
| Dövüş Gecesi                  | قتال الليل                        | 2014 |
| Kış Dönümü                    | الانقلاب الشتوي                   | 2016 |

## روابط الخارجية
1. ↑  "Pınar Töre – rendagüner" (بالتركية). Archived from the original on 2021-03-01. Retrieved 2021-06-13.
2. ↑  "Pinar Tore". IMDb. مؤرشف من الأصل في 2017-02-16. اطلع عليه بتاريخ 2021-06-13.